# Bill Dees
William „Bill“ Dees (24. ledna 1939, Borger, Texas, USA – 24. října 2012, Mountain Home, Arkansas) byl americký hudebník známý především svou skladatelskou spoluprací se zpěvákem a kytaristou Royem Orbisonem.

## Životopis a kariéra
Bill Dees se narodil ve městě Berger v Texasu v USA. Hrál na kytaru a zpíval s hudební skupinou The Five Bops, skupina se objevovala ve vysílání rozhlasové stanice ve městě Amarillo. V Nashvillu se Dees seznámil s Royem Orbisonem a z jejich spolupráce vzešla pak řada hitů, jako např. Oh, Pretty Woman nebo It's Over. V roce 1967 spolupracoval Dees na všech písních alba The Fastest Guitar Alive vydavatelství MGM.
Kromě písní, na kterých spolupracoval s Royem Orbisonem, napsal Bill Dees stovky dalších písní, které nazpívali např. Johnny Cash, Loretta Lynnová, Skeeter Davis, Glen Campbell, Billy Joe Royal, Frank Ifield, Mark Dinning a Gene Pitney. V roce 2000 vydal Bill Dees vlastní album Saturday Night At The Movies z písní již dříve interpretovaných Royem Orbisonem a na kterých se autorsky podílel.
Bill Dees žil ke konci života v Bransonu ve státě Missouri a spolupracoval při skládání písní s Jackem Pribekem.

## Seznam písní složených ve spolupráci s Royem Orbisonem
(neúplný seznam)
- Oh, Pretty Woman (1964)
- It's Over (1964)
- Borne on the Wind (1964)
- Ride Away (1965)
- Crawling Back (1965)
- Sleepy Hollow (1965)
- Where Is Tomorrow (1966)
- Communication Breakdown (1966)
- Walk on (1969)
- Windsurfer (1989)